# Liligiifo Sao

a Compétitions nationales et continentales officielles uniquement.

b Matchs officiels uniquement.
Liligiifo Sao, né le 11 octobre 1992 à Auckland (Nouvelle-Zélande), est un joueur de rugby à XIII néo-zélandais d'origine samoane évoluant au poste de pilier, de troisième ligne ou de deuxième ligne dans les années 2010 et 2020.
Formé en Nouvelle-Zélande au sein New Zealand Warriors, il signe en 2013 pour les Manly-Warringah Sea Eagles. Finaliste de la National Rugby League (« NRL ») en 2013 sans qu'il y dispute la finale, il devient un joueur régulièrement appelé en 2015. En 2016, il revient en Nouvelle-Zélande dans son club formateur les New Zealand Warriors et y joue quatre saisons de manière épisodique. En 2020, il change de championnat et rejoint la Super League à Hull FC. Dans ce dernier club, il s'impose titulaire au poste de pilier. Fort de ses performances, il est sélectionné dans l'équipe des Samoa une première fois en 2018 puis est rappelé pour la Coupe du monde 2021 après le forfait de Luciano Leilua. Le pays réalise de grandes performances et termine finaliste contre l'Australie.

## Palmarès
- Collectif :
  - Finaliste de la Coupe du monde : 2021 (Samoa).
  - Finaliste de la National Rugby League : 2013 (Manly-Warringah).

### En club

#### Statistiques
| Saison | Club                       | Compétition           | Matchs | Points | Essais | Goals | Drops |
| ------ | -------------------------- | --------------------- | ------ | ------ | ------ | ----- | ----- |
| 2013   | Manly-Warringah Sea Eagles | National Rugby League | 1      | -      | -      | -     | -     |
| 2015   | Manly-Warringah Sea Eagles | National Rugby League | 20     | 8      | 2      | -     | -     |
| 2016   | New Zealand Warriors       | National Rugby League | 2      | -      | -      | -     | -     |
| 2017   | New Zealand Warriors       | National Rugby League | 11     | -      | -      | -     | -     |
| 2018   | New Zealand Warriors       | National Rugby League | 5      | -      | -      | -     | -     |
| 2019   | New Zealand Warriors       | National Rugby League | 8      | 4      | 1      | -     | -     |
| 2020   | Hull FC                    | Super League          | 18     | 4      | 1      | -     | -     |
| 2021   | Hull FC                    | Super League          | 22     | 4      | 1      | -     | -     |
| 2022   | Hull FC                    | Super League          | 23     | -      | -      | -     | -     |